# Zygostates ovatipetala
Zygostates ovatipetala är en orkidéart som först beskrevs av Alexander Curt Brade, och fick sitt nu gällande namn av Antonio Luiz Vieira Toscano. Zygostates ovatipetala ingår i släktet Zygostates och familjen orkidéer. Inga underarter finns listade i Catalogue of Life.